# Église évangélique-luthérienne allemande d'Ukraine

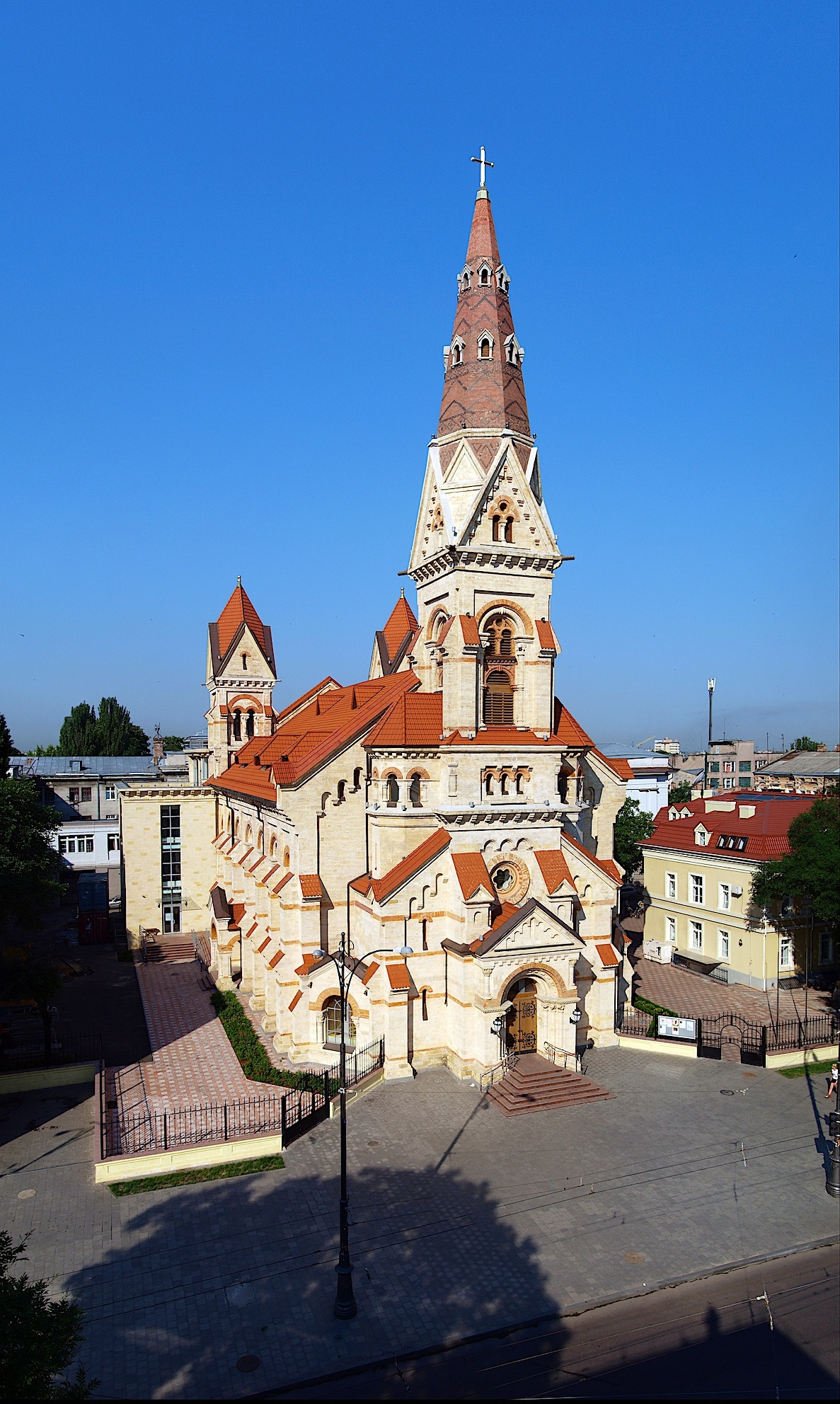
Église luthérienne Saint-Paul d'Odessa, siège de la DELKU.

L'Église évangélique-luthérienne allemande d'Ukraine (en allemand : Deutsche Evangelisch-Lutherische Kirche in der Ukraine, DELKU, en ukrainien : Німецька євангелічно-лютеранська церква України,  НЄЛЦУ) est une Église régionale indépendante associée à l'Union des Églises évangéliques-luthériennes de Russie, d'Ukraine, du Kazakhstan et d'Asie centrale (ELKRAS). Son siège est à Odessa.

## Histoire
Le début de l'histoire du luthéranisme dans ce qui est maintenant l'Ukraine commence à la fin du XVIIIe et au début du XIXe siècle. Les empereurs de Russie appellent en effet des paysans allemands à venir exploiter les terres en friche et les steppes inhabitées de la côte Nord de la mer Noire. Ils bénéficient de privilèges pour s'installer (prêts, exemptions de taxes, écoles allemandes, liberté de culte, etc.). Des paysans et des artisans du Wurtemberg jusqu'au Palatinat affluent dans ce qui est alors la Nouvelle-Russie et y construisent des villages. En plus, des commerçants, des officiers et soldats d'origine allemande habitent dans différentes villes avec leur famille et forment des paroisses luthériennes.

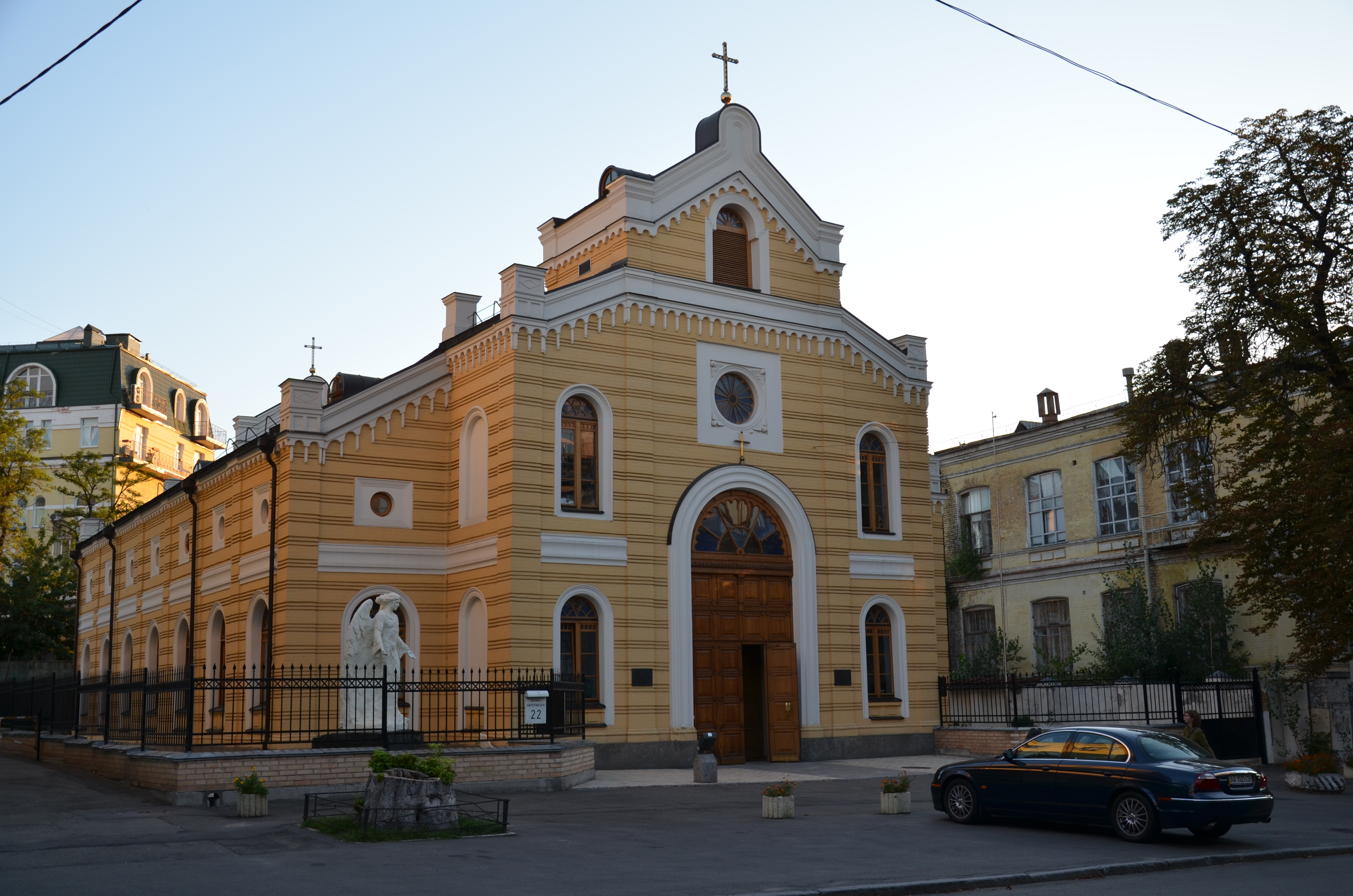
Vue de l'église luthérienne Sainte-Catherine de Kiev.

Les Allemands de Russie construisent des églises. L'église luthérienne Saint-Paul d'Odessa en est un exemple. Le premier édifice de style néo-classique laisse la place ensuite à une grande église néo-romane qui est la troisième par ordre de grandeur (pouvant accueillir 1 200 fidèles) après l'église Saint-Pierre-et-Saint-Paul de Moscou et l'église Saint-Pierre-et-Saint-Paul de Saint-Pétersbourg. Ces paroisses disposent aussi d'écoles allemandes, d'hospices, d'établissements de santé et de maison de retraite.
Après la révolution d'Octobre et surtout pendant les années du pouvoir stalinien, les religions sont persécutées en URSS selon les idées du communisme; des centaines de milliers de fidèles et de représentants des cultes sont condamnés à la prison, au Goulag ou à la mort (parfois les trois). La religion luthérienne n'échappe pas à ces années de terreur. Dans la République socialiste soviétique d'Ukraine, les pasteurs sont déportés en Sibérie ou bien quittent le pays à la suite des troupes de la Wehrmacht. La plupart des Allemands d'Ukraine (400 000 avant la Grande Guerre patriotique, dont une grande part appartient à la religion luthérienne) soit sont exilés dès 1941 en Allemagne ou en Pologne comme Volksdeutsche, soit sont déportés en Asie centrale ou en Sibérie et beaucoup disparaissent.
Gorbatchev en mettant en place la Glasnost dès le milieu des années 1980 ouvre aux Allemands ethniques d'URSS la possibilité de quitter le pays; beaucoup ne parlent plus la langue de leurs ancêtres; mais cela n'empêche pas la plupart d'entre eux d'émigrer. En 1992, il reste encore dans la nouvelle Ukraine indépendante, près de 40 000 Allemands ethniques (de religion catholique ou protestante). Leur nationalité (distincte de la citoyenneté qui est ukrainienne) est déclarée comme allemande. Ils se réunissent surtout autour d'associations culturelles avec le nom de « Wiedergeburt » (Renaissance).
Ces premiers groupes enregistrent aussi des associations cultuelles, noyaux de futures paroisses, alors que les religions ne sont plus réprimées. L'on érige ainsi à nouveau des paroisses luthériennes à Kiev (autour de l'église Sainte-Catherine), à Odessa (avec le centre et l'église Saint-Paul), Kharkov ou encore Lviv (l'ancienne Lemberg, puis Lwow), et de petites communautés en Crimée et dans l'Ukraine orientale russophone.

## Structure
La DELKU regroupe au début du XXIe siècle environ 30 paroisses desservies par 15 pasteurs et une quarantaine de prédicateurs. Cette Église représente un petit noyau de trois mille fidèles en Ukraine. 
L'organe de décision le plus élevé est le synode ; entre les réunions synodales, les tâches de direction de l'Église sont exercées par la présidence élue du synode et l'évêque. Les relations avec les autres Églises de l'ELKRAS ont été nouvellement réglementées par un contrat inter-Églises qui est entré en vigueur le 28 novembre 2010. 
En 2014, onze communautés ont quitté la DELKU en raison de la direction de l'évêque Sergueï Maschewski, dont la paroisse de Kiev et celles de Donetsk et de Krivoï Rog. En 2016, cette Église regroupe 2 000 fidèles. Depuis 2021, un certain nombre de communautés sont revenues dans le giron de la DELKU,comme Petersthal. De plus huit petites communautés depuis le rattachement de la Crimée à la Russie en 2014 ont été perdues par la DELKU. En juin 2022, cette dernière ne comprend plus qu'un peu plus d'un millier de fidèles dans 24 communautés, desservies par huit pasteurs et un diacre. Beaucoup s'ouvrent à d'autres membres de communautés ethniques et plus simplement allemands de souche.
La DELKU recense en 2022 la paroisse d'Odessa (église et centre Saint-Paul), la paroisse Sainte-Catherine de Kiev et la paroisse Saint-Martin de Kiev, la paroisse de Berdiansk, la paroisse Saints-Pierre-et-Paul de Smievka (autrefois Schlangendorf), la paroisse de Jytomyr, Vinitsa, ainsi que de petites communautés paroissiales à Poltava, Krementchoug, Zaporijjia, Krivoï Rog, Novogradkivka (autrefois Neuburg), Petrodolinskoïe (autrefois Petersthal), la communauté du Sauveur de Chostka, Kharkov et Bila Tserkva.

## Positions théologiques et politiques
Sous l'évêque Maschewski, la DELKU continue de professer des positions traditionnelles du luthéranisme. Ainsi il n'est pas possible d'adopter de nouvelles positions, comme l'ordination des femmes.
Depuis le 24 février 2022 et le début de l'invasion d'une grande partie du territoire ukrainien par les troupes russes, le site Internet de cette Église appelle à « prier non [seulement] pour la paix, mais pour une paix juste, dont le but n'est pas seulement l'expulsion de l'agresseur de notre pays, mais aussi la juste punition de son crime. Mais tant que ce ne sera pas le cas, nous appelons toutes les personnes aptes au service militaire à participer à la défense de notre pays et tous les autres pour vous aider, vous et les personnes dans le besoin. ».

## Évêque
L'évêque, dans l'Église luthérienne, n'est qu'un simple guide spirituel au sein de la DELKU. Il siège aussi au conseil épiscopal de l'ELKRAS.
- 1992–1995: Viktor Gräfenstein
- 1995–1997: Walter Klinger] (auparavant diacre en Bavière)
- 1997–1999: Gerd Sander (auparavant missionnaire en Nouvelle-Guinée)
- 1999–2005: Edmund Ratz (ensuite archevêque de l'ELKRAS)
- 2006–2009: Georg Güntsch (auparavant doyen de Castell en Basse-Franconie)
- 2009–2014: Uland Spahlinger (auparavant pasteur de l'église Saint-Siméon de Munich)
- 2014–2018: Serge Maschewski (auparavant pasteur de la région de Dniepropetrovsk)[8]
- 2018–: Paul (Pawel) Schwarz (auparavant pasteur à Kharkov, puis visiteur épiscopal[9].